# Ciareszkawiczy
Ciareszkawiczy (biał. Цярэшкавічы; ros. Терешковичи, Tierieszkowiczi; pol. hist. Tereszkowicze) – wieś na Białorusi, w obwodzie homelskim, w rejonie homelskim, w sielsowiecie Ciareszkawiczy, przy ujściu Uci do Soża.
Siedziba parafii prawosławnej pw. Narodzenia Najświętszej Bogurodzicy. Obecnie istniejąca cerkiew parafialna pochodzi z początku XXI w.

## Historia
Pierwsze ślady pobytu ludzi w okolicach dzisiejszych Ciareszkawiczów pochodzą z 9-6 tysiąclecia p.n.e..
Pierwsza wzmianka o wsi pochodzi z XVI w. Początkowo Tereszkowicze leżały w Wielkim Księstwie Litewskim, następnie wraz z nim weszły w skład Rzeczypospolitej Obojga Narodów, w której administracyjnie przynależały do województwa mińskiego i powiatu rzeczyckiego. Wieś należała do starostwa homelskiego.
W wyniku I rozbioru Polski w 1772 Tereszkowicze zostały przyłączone do Rosji. W jej ramach w XIX i w początkach XX w. położone były w guberni mohylewskiej, w powiecie homelskim.
Następnie w granicach Związku Sowieckiego. Od 1991 w niepodległej Białorusi.

### Klasztor
W XVII w. powstał tu prawosławny klasztor fundacji szlachcica Klimowicza. W XVIII w. klasztor przyjął unię brzeską. Po rozbiorach klasztor został zlikwidowany, a cerkiew przeszła pod zarząd prawosławnych. Została ona zniszczona podczas II wojny światowej.